# Colombiers (Hérault)
Colombiers é uma comuna francesa na região administrativa de Occitânia, no departamento de Hérault. Estende-se por uma área de 10,14 km². Em 2010 a comuna tinha 2 626 habitantes (densidade: 259 hab./km²).